# Orientalisch-islamische Stadt

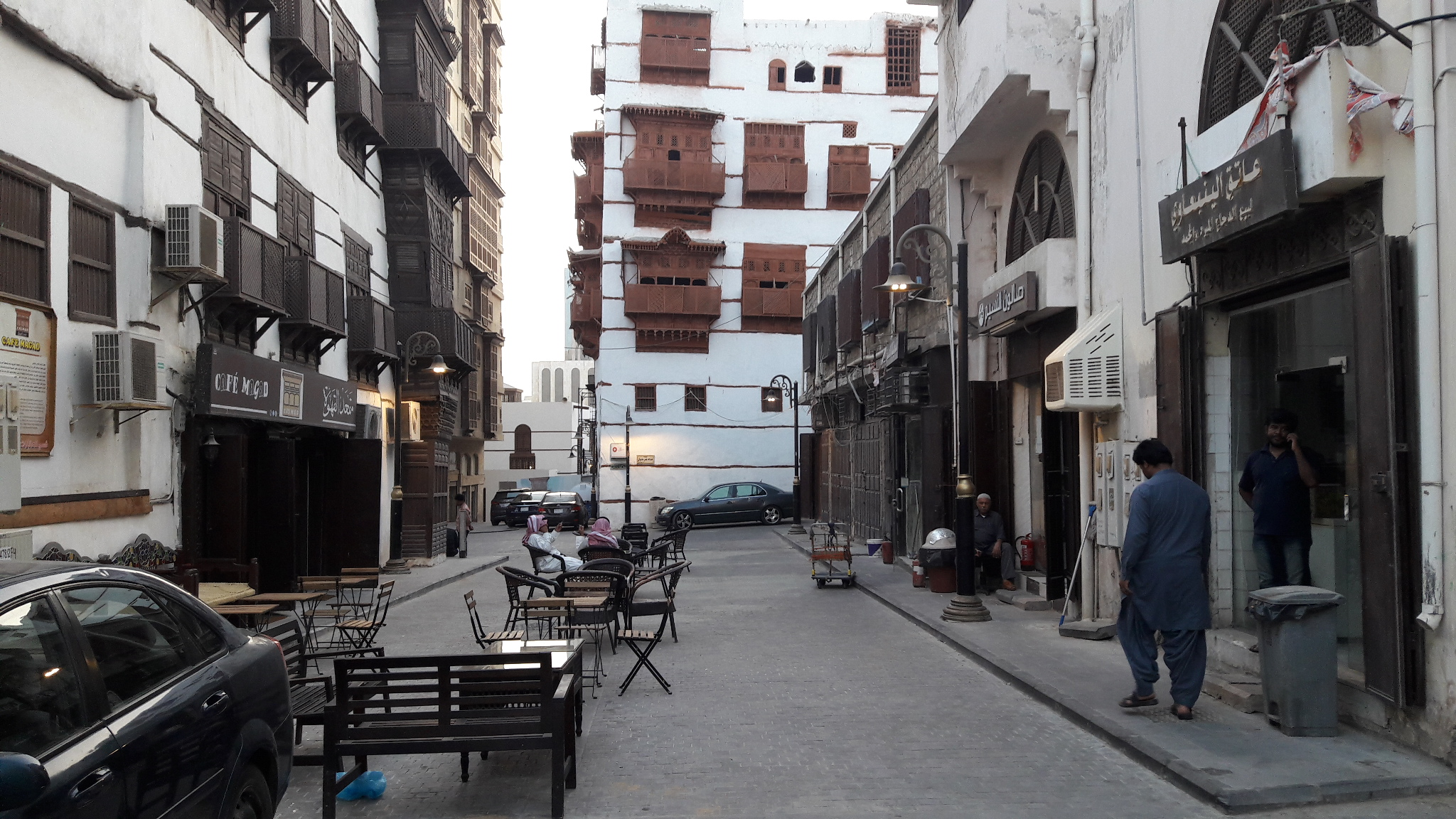
Die Altstadt von Dschidda…

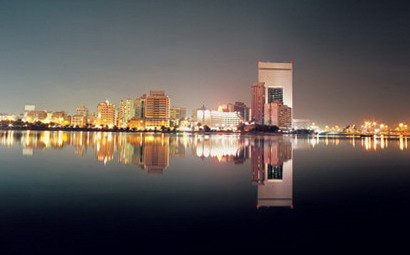
… und die moderne Skyline

Das Modell der orientalisch-islamischen Stadt gehört zu den neueren Stadtmodellen der Stadtforschung. Nach dem Kulturerdteilkonzept lassen sich bei der Stadtentwicklung kulturraumspezifische Unterschiede in der Entwicklung von Städten feststellen. Orientalische Städte verfügen über eine mehr als 5.000 Jahre dauernde Geschichte und zählen damit zu den ältesten Städten weltweit. Durch die politische, kulturelle und soziale Expansion des Islams ab dem sechsten Jahrhundert wurde die orientalische Stadt zunehmend islamisch geprägt. Im 19. Jahrhundert führte der westliche Einfluss zu einer erneuten Veränderung des Stadtbildes. Man unterscheidet daher zunächst das  Modell der orientalisch-islamisch geprägten Stadt und das Modell der orientalischen Stadt unter westlichem Einfluss.

## Das Modell der islamisch-orientalischen Stadt

### Modellentstehung
Das Idealschema der Stadt des islamischen Orients wurde erstmals 1969 vom Geographen Klaus Dettmann als Teil eines sehr umfangreichen Artikels über Damaskus entwickelt, wobei das Modell nicht ausschließlich anhand der Stadtstruktur von Damaskus entwickelt wurde. Abweichungen der Stadtstruktur Damaskus’ vom Modell werden sogar mehrmals betont und es wird auf andere Orientalisten bzw. Geographen wie G. v. Grunebaum, G. Marçais, W. Marçais, E. Wirth oder Busch-Zantner als Quelle verwiesen.

### Strukturelemente

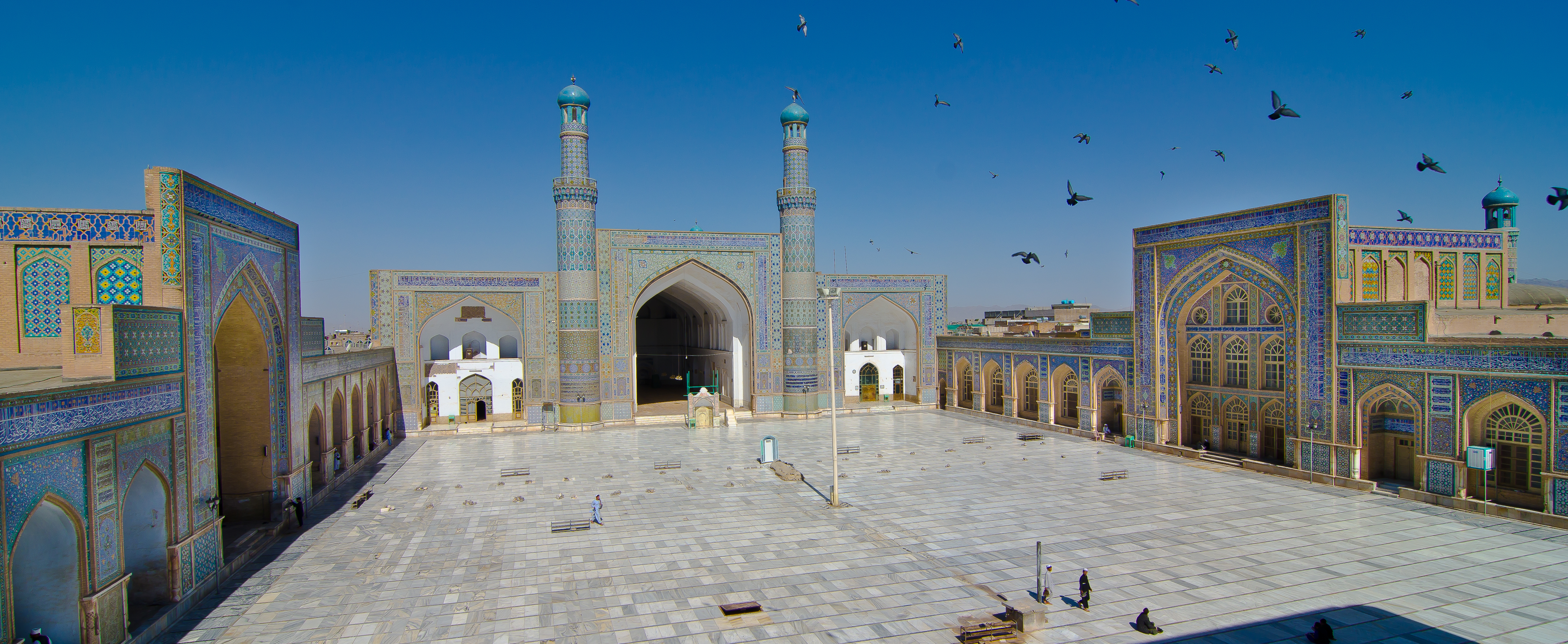
Die Freitagsmoschee von Herat

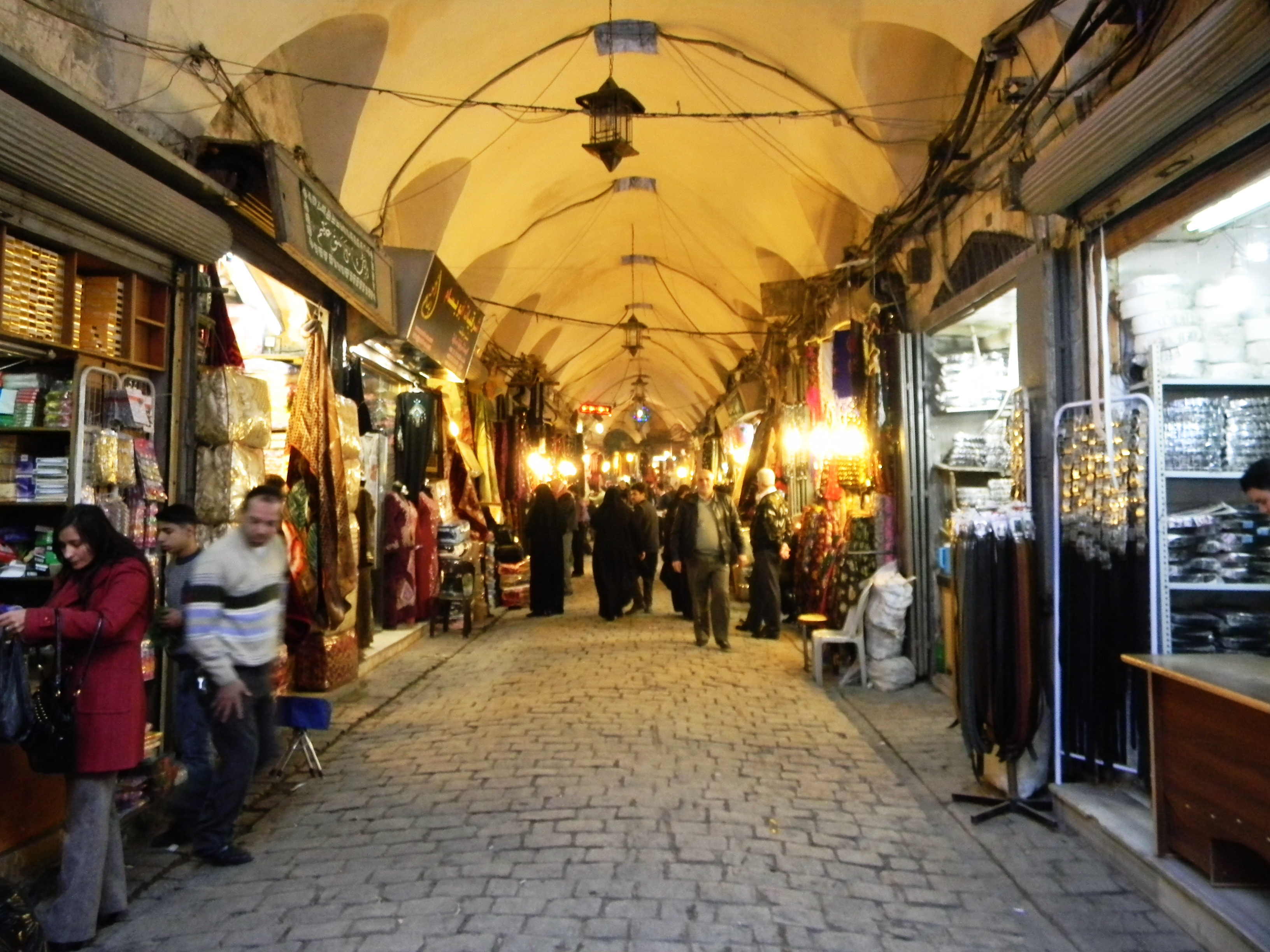
Der Suq von Aleppo

Ein charakteristisches Element ist die im Zentrum gelegene große Moschee bzw. Freitagsmoschee. In deren Umgebung liegt der Markt (arabisch: Suq, سوق; persisch: Basar, بازار). Auf diesem herrscht eine Branchensortierung, wobei Branchen mit höherem Prestige grundsätzlich näher an der Moschee angesiedelt sind, während aufgrund von hohem Lärmpegel o. Ä. als störend empfundene Branchen sich weiter außerhalb befinden. Der Basar ist nicht bewohnt, sondern dient ausschließlich als solcher und wird teilweise außerhalb der Geschäftszeiten sogar abgeschlossen.
Umgeben ist die Altstadt von einer Stadtmauer. In dieser befindet sich bei vielen Städten, vor allem (ehemaligen) Gouverneurssitzen, eine Zitadelle. In Residenzstädten hingegen befindet sich der Herrscherpalast zentraler in der Nähe der Moschee, da es sich beim Herrscher immer auch um einen geistlichen Führer handelt.
Außerhalb der Stadtmauer befinden sich nach Religion getrennte Friedhöfe und ländliche Märkte, auf denen beispielsweise Vieh gehandelt wird.
In den Wohngebieten rund um den Suq herrscht eine starke Segregation nach Religion oder Ethnie vor. Sie sind unterteilt in kleinere Quartiere, die untereinander kaum Kontakt pflegen oder gar verfeindet sind. In jedem dieser Quartiere gibt es einen eigenen Markt für Produkte des täglichen Bedarfs.
Diese Quartierstruktur schlägt sich auch im Straßennetz nieder, das neben den Hauptstraßen, die die Quartiere mit dem Zentrum verbinden, vor allem aus teils abschließbaren Sackgassen besteht, sodass diese nur von Bewohnern betreten werden. Obwohl von Dettmann nicht explizit genannt, wird die im Islam hoch angesehene Privatheit und Geschlechtertrennung als Grund dafür angesehen. Diese ist auch der Grund für die Bauform der Häuser: Diese sind meist als Atriumhaus ausgeführt, d. h. sie orientieren sich um einen oder mehrere zentrale Innenhöfe.

## Die orientalische Stadt unter westlichem Einfluss

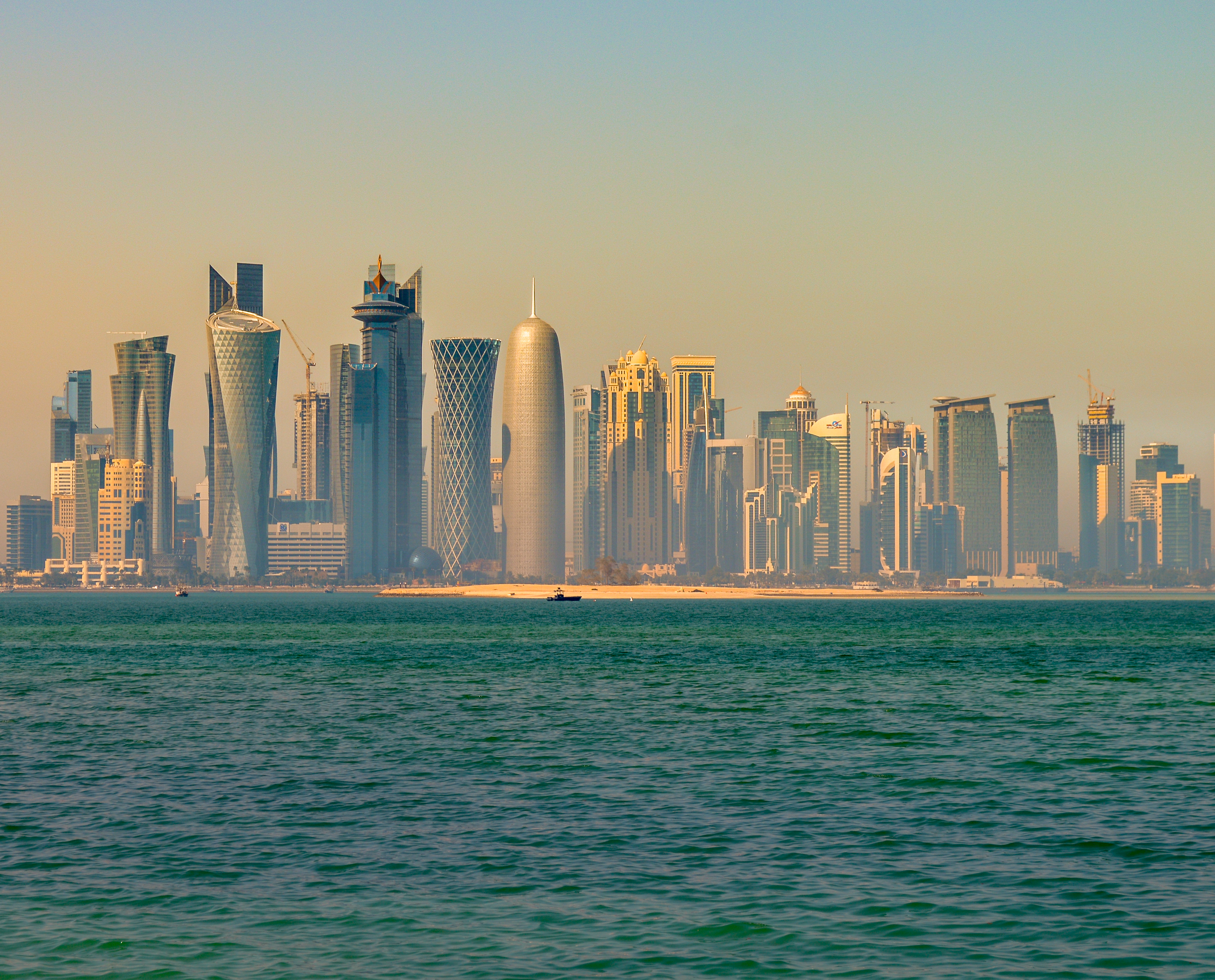
Wolkenkratzer in Doha

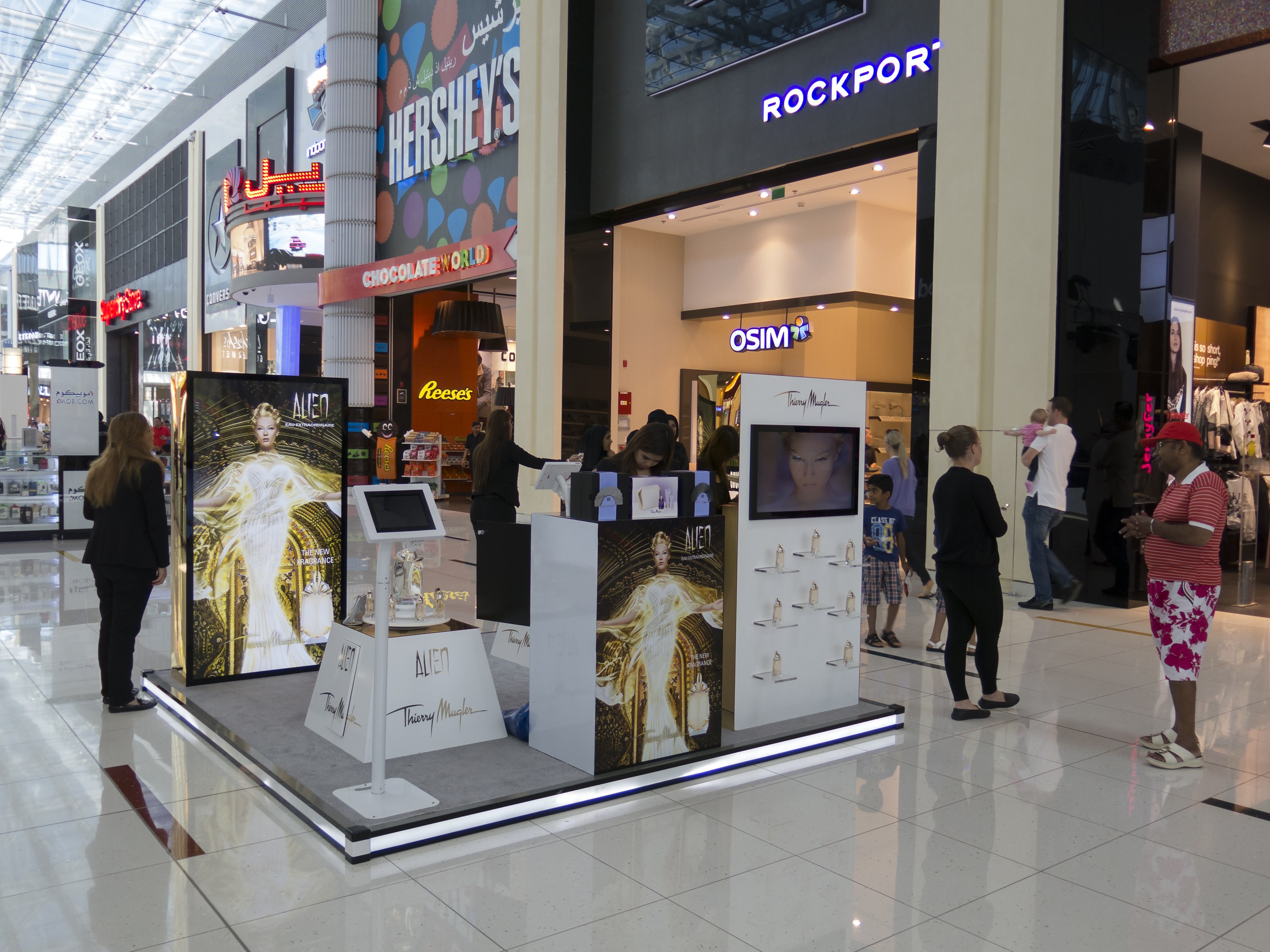
Westliche Ketten in einem Einkaufszentrum in Dubai

### Modellentstehung
Das Modell der islamisch-orientalischen Stadt unter westlichem Einfluss stammt von Martin Seger und wurde 1975 publiziert. Es entstand durch die Analyse der Stadt Teheran, deren Aufbau dann schemenhaft dargestellt und schließlich so verallgemeinert wurde, dass der Ursprung nicht mehr erkennbar ist und das Modell auch auf andere Städte anwendbar ist.
In einem 1979 erschienenen Artikel des gleichen Autors wurden die Läden an 58 Geschäftsstraßen in Teheran erfasst und statistisch ausgewertet. Die Ergebnisse bestätigen die Aussagen des Modells, sodass die Arbeit als eine Fortsetzung des Modells angesehen werden kann.

### Verwestlichung des Orients
Das Modell der islamisch-orientalischen Stadt unter westlichem Einfluss basiert auf dem Prozess der Verwestlichung des Orients. Darunter wird die Einflussnahme zunächst europäischer Staaten verstanden. Sie begann in Indien – damals in Form des Mogulreiches als Teil des islamischen Orients – in der zweiten Hälfte des 18. Jahrhunderts. Anfang des 19. Jahrhunderts wurde das Land offiziell kolonisiert. Bis zum Ende des Ersten Weltkrieges wurden die meisten orientalischen Länder britisch, französisch oder russisch bzw. sowjetisch und auch nach der erneuten Unabhängigkeit war die Wirtschaft weiterhin westlich dominiert, indem westliche Staaten bzw. Unternehmen beispielsweise den Suezkanal oder Ölvorkommen kontrollierten. Andere Länder wurden durch einheimische Herrscher wie Mustafa Kemal Atatürk in der Türkei nach westlichem Vorbild umgebaut. Dadurch entstand im Orient eine eher säkulare, westlich geprägte Oberschicht.

### Strukturelemente
Basierend auf dieser Verwestlichung ist die Hauptaussage des Modells die Bipolarität der Stadt mit einem westlich geprägten, wohlhabenden Teil und einem traditionellen, armen Teil.
In letzterem befindet sich weiterhin der Basar, wobei dieser vor allem von traditionell lebenden, ärmeren Bevölkerungsschichten frequentiert wird. Trotzdem ist auch dieser im Wandel begriffen: Hier befinden sich vorwiegend Geschäfte; Handwerksbetriebe siedeln sich in der Altstadt, aber außerhalb der Basare an.  Einige Bereiche wie der Juwelenhandel oder der Touristenbasar bilden hier allerdings eine Ausnahme: Diese werden auch von wohlhabenderen Kunden besucht und ähneln daher eher der modernen City (s. u.).
Im Laufe der Verwestlichung wurden an die Altstadt angrenzend neue Stadtviertel erbaut. Die ältesten grenzen direkt an die Altstadt an und hatten ursprünglich die Funktion der heutigen westlichen City, mit dem Wachstum dieser wurden ältere Neustadtviertel jedoch abgewertet, sodass sie heute sozioökonomisch eher der Altstadt ähneln. Weiter von dieser entfernt liegt die heutige moderne City mit tertiärwirtschaftlichen Strukturen am Standort früherer Villenviertel. Sie besteht aus öffentlichen Gebäuden wie Regierungsgebäuden, Bildungseinrichtungen oder Krankenhäusern. Außerhalb daran schließen sich von der Oberschicht genutzte Einkaufsstraßen, Hotels oder Unternehmensverwaltungen an.  Das Wachstum des westlichen Zentrums setzt sich jedoch noch immer fort, was dazu führt, dass in Straßen mit hoher Geschäftsqualität die Geschäftsdichte am geringsten ist.
Um die Verteilung der Geschäfte zu beschreiben, werden diese zu acht Branchenassoziationen zusammengefasst. Eine Branchenassoziation ist dabei eine Gruppe von Geschäften bzw. Branchen, die von derselben sozioökonomischen Gruppe frequentiert werden und eine ähnliche geographische Verteilung aufweisen. So werden z. B. Installateure, Klempner, Schlosser und Betriebe für Kolonialwaren, Fleisch, Baustoffe, Sanitär- und Inst. Materialien und Eisenwaren zu den so genannten Vorstadtbranchen zusammengefasst. Durch die Auswertung der Branchenassoziationen sind zwei Aspekte erkennbar: Bei einigen Assoziationen wird ein zentral-peripheres Gefälle sichtbar, bei anderen ein sozioökonomisches Gefälle, also die Bipolarität der Stadt.
Analog zum zweipoligen Zentrum sind auch die Wohngebiete der Stadt zweigeteilt. In an die Altstadt angrenzenden, dicht besiedelten Wohngebieten wohnt vor allem die ärmere Bevölkerung. In dieser Richtung befinden sich am Stadtrand Slums.
Rund um die westlich geprägte Innenstadt wohnen hingegen die höheren sozialen Schichten. Zentrumsnähere Gebiete sind mit Mietshäusern bebaut, außerdem gibt es Villenviertel. Diese Wohngebiete befinden sich in topographisch bevorzugten Gebieten, in Teheran beispielsweise in Gebirgsnähe.
Somit ist beispielsweise an den Steuereinnahmen eines bestimmten Stadtteils die Lebensart der Bevölkerung sichtbar. Auch in die andere Richtung sind Rückschlüsse möglich, dem Modell zufolge zeigt beispielsweise eine hohe Dichte von Moscheen oder andere mit der orientalischen Tradition zusammenhängende Gebäude, dass es sich um Wohngebiete der Unterschicht handelt, eher westliche Einrichtungen wie Zahnarztpraxen oder Hochschulen finden sich vor allem in Wohngebieten der Oberschicht.
Aufgrund der späten Industrialisierung des Orients befinden sich Industriegebiete entweder an Ein- und Ausfallstraßen oder in relativ neu ausgewiesenen, außerhalb befindlichen Industriegebieten.

## Kritik

### Kritik auf Basis der Analyse von Städten

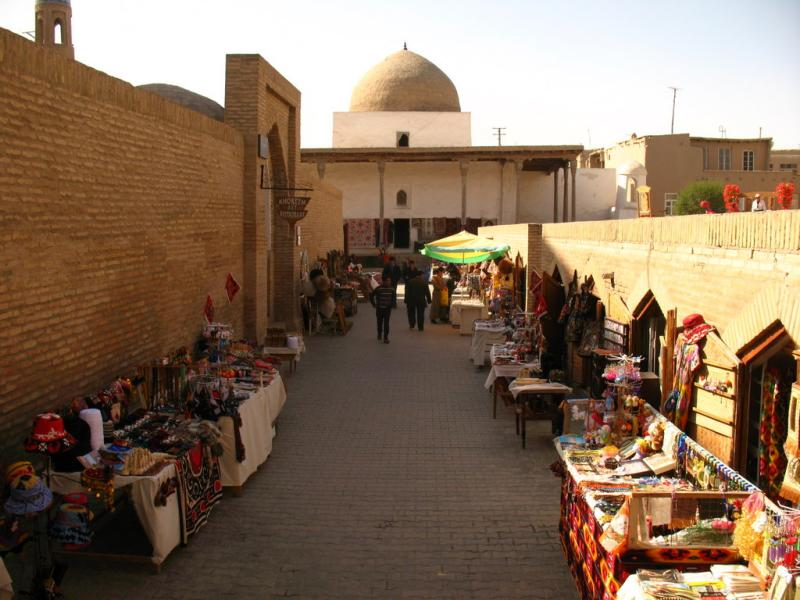
Seit dem Zerfall der Sowjetunion kann es in Chiwa wieder Basare geben.

Mehrere Wissenschaftler führten Analysen von Städten durch, deren Ergebnisse den Prognosen der Modelle widersprachen: Eine 1983 durchgeführte Analyse der tunesischen Stadt Sfax von Eckart Ehlers bestätigt den Dualismus als Vorhersage des Modells der Stadt unter westlichem Einfluss. Ernst Giese kam 1980 bei der Analyse der usbekischen (damals sowjetischen) Städte Buchara und Chiwa hingegen zu dem Ergebnis, dass in diesen kein Basar als eines der zentralen Elemente des traditionellen Elements einer Stadt im Sinne Segers mehr besteht. Außerdem existieren hier Rabads, also historische Stadtteile außerhalb der ehemaligen Stadtmauer und damit der Altstadt. Nach einer Analyse der pakistanischen Städte Karachi und Quetta, die beide keine Altstadt besitzen, vertrat Fred Scholz die These, dass islamisch-orientalische Städte nicht wie von Seger vorhergesagt aufgrund kultureller oder politischer Aspekte formen, sondern allein durch wirtschaftliche Aspekte geprägt werden. Wie anfangs bereits erwähnt, erkannte auch Dettmann selbst bei der Analyse von Damaskus klare Unterschiede zum Modell der traditionellen islamisch-orientalischen Stadt.

### Methoden
Die zweite Ebene der Kritik ist die methodische Ebene, vertreten vor allem durch Janet Abu-Lughod. Sie kritisiert zum ersten, dass die Aussagen der Modelle teils trivial sind oder sich kaum von anderen kulturraumspezifischen Stadttypen abheben. Das Vorhandensein einer Freitagsmoschee im Zentrum einer traditionellen islamisch-orientalischen Stadt bzw. einer Kathedrale im Zentrum einer mittelalterlichen europäischen Stadt wären ein Beispiel. Außerdem stütze sich die Forschung zu stark auf einzelne Regionen oder Städte wie Fez, auf einzelne Zeitpunkte wie den Anfang des 20. Jahrhunderts oder auf einzelne Quellen wie beispielsweise die von William und Georges Marçais. Unter anderem auf diesen Quellen beruht auch das Modell der traditionellen islamisch-orientalischen Stadt.  Von diesen werde dann in zu hohem Maße auf andere Orte bzw. Zeitpunkte geschlossen, beispielsweise von Fez des Jahres 1900 auf alle islamisch-orientalischen Städte des Mittelalters. Ein weiterer Kritikpunkt ist, dass die Forschung meist aus reiner Beobachtung besteht und Gründe für den Aufbau einer Stadt zu wenig erforscht werden. Abu-Lughod verfolgt deshalb einen eher theoretischen Ansatz: Sie stellt die Frage, aufgrund von welchen Normen, Gesetzen o. Ä. sich islamisch-orientalische Städte ähneln könnten und inwiefern diese die Städte beeinflussen. Die Ergebnisse dieser Methode sind jedoch teilweise relativ ähnlich zu denen des Modells von Dettmann.

### Kulturelle Unterschiede
Aufgrund der kulturellen Unterschiede zwischen meist westlichen Wissenschaftlern und orientalischen Städten besteht die Möglichkeit, dass Forschende Vorurteile gegenüber dem Orient als einem weniger entwickelten Gebiet hegen. Seger und Dettmann schreiben in der Beschreibung der Modelle beide von „der überkommenen Orientalischen Kultur“  bzw. der „Neigung zur Bewahrung des Überkommenen.“  Im Rahmen der Orientalismusdebatte, die 1978 von Edward Said angestoßen wurde, wird sogar die Existenz des Orients als Kulturkreis hinterfragt und dieser als ein rein europäisches Konstrukt aufgefasst, wobei auch diese Position wiederum kritisiert wird.

### Regionale Unterschiede

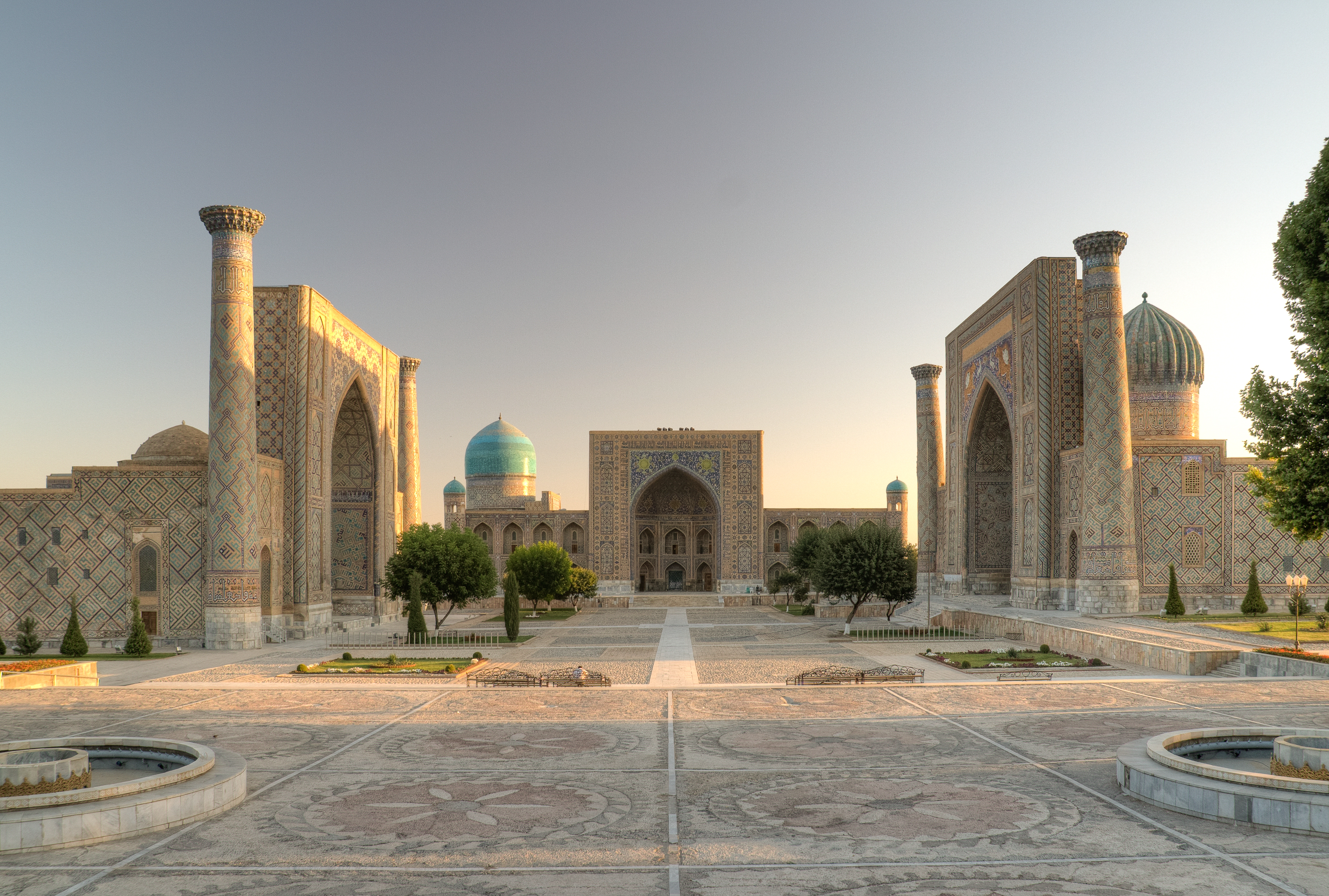
Prachtbauten wie diese in Samarkand kommen eher im Osten des Orients vor, im Maghreb sind sie kaum zu finden

Dieser Aspekt geht über in die letzte Ebene, die auf Unterschiede zwischen verschiedenen islamisch-orientalischen Städten hinweist und daher die Sinnhaftigkeit von (vermeintlich) allgemeingültigen Modellen hinterfragt. Diese Unterschiede existieren sowohl in der traditionellen islamisch-orientalischen Stadt, beispielsweise in Form der im Maghreb deutlich stärker ausgeprägten Privatheit im Gegensatz zur Öffentlichkeit beispielsweise in Iran, die auf Unterschiede in vorislamischer Zeit zurückgeführt wird,  als auch in der modernen Stadt: Hier fand die Beeinflussung durch den europäischen Kulturkreis auf verschiedene Weise statt; Kolonialismus, wirtschaftlicher Einfluss und Verwestlichung durch einheimische Machthaber wurden bereits erwähnt und entsprechende Städte analysiert. Eine weitere, vierte Art fand in Zentralasien statt, das Teil der Sowjetunion wurde. Im Rahmen der Zentralverwaltungswirtschaft wurden hier die Basare abgeschafft, ein klarer Widerspruch zu beiden beschriebenen Modellen.
Herbert Popp meint gar, dass „die ‚islamisch-orientalischen Stadt‘ eine fast schon unzulässige Generalisierung darstellt“ und spricht außerdem von einer „Ent-Territorialisierung von Kultur“, sodass in der einen Region des Orients sehr verschiedene Kulturen zu finden sind. Dazu passend gibt es auch Modelle, die nur einzelne Regionen des Orients beschreiben sollen, beispielsweise für Städte des indischen Subkontinents von Klaus Dettmann.